# Drugi lateranski koncil
Drugi lateranski koncil je vesoljni cerkveni zbor, ki je potekal v Rimu, glavnem mestu Papeške države v Lateranu, 4. – 30. aprila 1139. Sklical ga je in mu osebno predsedoval Inocenc II.. katoliška Cerkev ga šteje za deveti ekumenski koncil. Na njem je sodelovalo okrog 1000 koncilskih očetov: škofov, opatov in drugih cerkvenih dostojanstvenikov. Sprejeli pa so 30 kánonov.

## Zgodovina
Kmalu po tem, ko je 25. januarja 1138 umrl Pietro Pierleoni (protipapež Anaklet II.), je papež sklical vesoljni cerkveni zbor za ozdravljenje posledic razkola.Drugi lateranski koncil je sklical papež Inocenc II., da bi utrdil enotnost Cerkve po razkolu (1130-38), ki ga je povzročil Anaklet II.. Obsodil je tudi učenje Petra Bruiškega  ter Arnolda Brešijskega .

## Vsebina
Osrednja tema koncila je bila utrditev cerkvene edinosti in cerkvene discipline, ki je po mnenju koncilskih očetov začela popuščati. Mnoge določbe tega koncila so ponavljanje določb sinode v Reimsu in koncila v Clermontu (1130). 

Na začetku koncila je papež Inocenc II. omenil škodo, ki jo Cerkvi prinaša razkol zaradi umrlega protipapeža Anakleta II.; njegovi privrženci so morali vrniti palij, pastirsko palico in papeški prstan. V naštetih kanonih se zrcalijo obnovitvene smernice gregorijanske reforme  Gregorja VII. . 

Glavna osebnost koncila je bil sveti Bernard. 

### Potek vesoljnega cerkvenega zbora
Drugi lateranski koncil je potekal v Lateranski palači od 4. do 30. aprila 1139 pod predsedstvom papeža Inocenca II. ob navzočnosti tisoč koncilskih očetov, škofov in opatov. Katoliška Cerkev ga šteje za deseti ekumenski vesoljni cerkveni zbor. V 30 kanonih je koncil obnovil razne disciplinske določbe prejšnjih koncilov ali pokrajinskih sinod.

## Določbe – kanoni
- 1.kanon:

Kdor je posvečen simonistično, ga je treba odstaviti. 
- 2.kanon:

Kdor si je pridobil cerkveno napredovanje s simonijo, bo izgubil čast,ki si jo je pridobil; tako kupovalec, prodajalec in posrednik zapadejo kazni.
- 3.kanon:

Kogar je izobčil en škof, ga ne more sprejeti nazaj drugi. Kdor se druži z izobčenim, ga zadene ista kazen.
- 4.kanon:

Škofje in duhovniki morajo ravnati tako, da ne žalijo tistih, katerim bi morali služiti za zgled.
- 5.kanon:

Premoženje pokojnega škofa mora ostati v lasti Cerkve in ga ne sme nihče zaseči. 
- 6.kanon:

Kleriki, ki živijo z ženo, bodo izgubili svojo službo in nadarbino.
- 7.kanon:

Nihče ne sme biti navzoč pri maši, ki jo služi klerik, ki ima ženo oziroma priležnico
- 8.kanon:

To velja tudi za nune. 
- 9.kanon:

Menihi in kanoniki redno ne smejo študirati prava in medicine, da bi si s tem pridobivali časne dobrine. 
- 10.kanon:

Cerkvene desetine si ne morejo prisvojiti laiki. Laiki, ki imajo v lasti cerkve, jih morajo vrniti škofom. Cerkvenih časti ne morejo prejeti mladeniči. 
- 11.kanon:

Kleriki in drugi ljudje, kakor tudi njihove živali, morajo biti varni v vsakem trenutku. 
- 12.kanon:

Pravila določajo Božji mir. Škofje morajo storiti vse za utrditev miru.
- 13.kanon:

Oderuhi so prikrajšani za vse cerkvene tolažbe in označeni z znamenjem sramote. 
- 14.kanon:

Obsojamo dvoboje (turnirje). Kdor izgubi v njih življenje, mu je treba odreči cerkveni pogreb. 
- 15.kanon:

Vsak laik, ki nasilno dvigne roko na klerika ali meniha, bo izobčen; prav tako tisti, ki napade osebo, ki išče zavetja v cerkvi ali na pokopališču. 
- 16.kanon:

Nihče ne sme zahtevati cerkvene službe na temelju dednih pravic; take službe podeljujejo na temelju zaslug.
- 17.kanon:

Poroka med krvnimi sorodniki je prepovedana. 
- 18.kanon:

Požigalci so obsojeni in ne smejo biti deležni krščanskega pogreba. Ne morejo dobiti odveze, dokler ne popravijo škode. 
- 19.kanon:

Če bi kak škof olajšal določbo 18. kanona, bo moral nadoknaditi izgubo in bo odstavljen od škofovske službe za eno leto. 
- 20.kanon:

Potrjujemo, da imajo kralji in oblastniki oblast deliti pravico v posvetovanju z nadškofi in škofi.
- 21.kanon:

Duhovniških sinov ni mogoče pripustiti k oltarni službi.
- 22.kanon:

Opominjamo škofe in duhovnike,naj poučujejo ljudi zoper napačno pokoro. 
- 23.kanon:

Kdor zavrne zakramente, je obsojen; civilno oblast pozivamo, da kaznuje njihovo zlorabo. 
- 24.kanon:

Zakramente je treba deliti zastonj.
- 25.kanon:

Laiki ne smejo podeljevati cerkvenih služb.
- 26.kanon:

Ženske, ki želijo postati nune, ne smejo prebivati v zasebnih hišah in sprejemati tujcev ter malovernih oseb.
- 27.kanon:

Nune ne smejo peti oficija skupaj z menihi.
- 28.kanon:

Ni treba izključiti pobožnih mož od volitev za škofa; samo sposobne in zaupne osebe je mogoče izvoliti za  škofovsko službo
- 29.kanon:

Strelci in puščičarji, ki usmerjajo svojo sposobnost zoper kristjane, so izobčeni. 
- 30.kanon:

Posvetitve, ki jih je opravil protipapež, so nične.

### Ocena
- Deseti ekumenski koncil oziroma Drugi lateranski vesoljni cerkveni zbor je sklical papež, da bi obsodil zmote Petra Bruiškega) (Pietro di Bruis) in Arnolda Brešijskega (Arnaldo di Brescia), ki sta brezbožno podcenjevala daritev svete maše, češčenje svetnikov, krst otrok, izročilo in spise svetih očetov.[6][7]